# Shenneika Smith
Shenneika Satanya Smith (Kingston, 9 dicembre 1989) è un'ex cestista e allenatrice di pallacanestro giamaicana con cittadinanza statunitense.

## Carriera
È stata selezionata dalle New York Liberty al terzo giro del Draft WNBA 2013 (25ª scelta assoluta).
Con la Giamaica ha disputato i Campionati americani del 2013 e tre edizioni dei Campionati centramericani (2012, 2014, 2017).